# Veronica Perez (Schiedsrichterin)

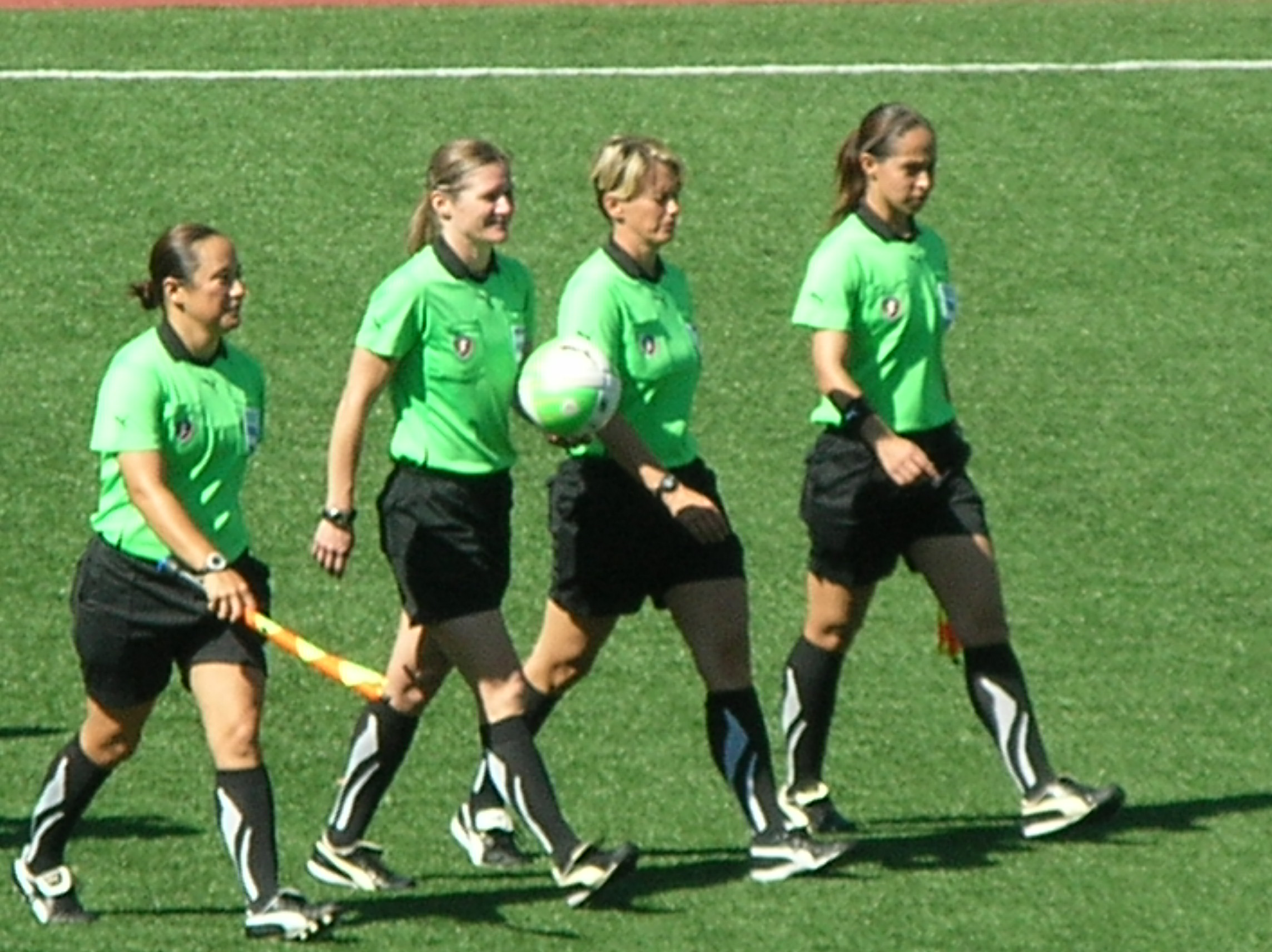
Veronica Perez (rechts, 2010)

Veronica Perez (* 31. Oktober 1979) ist eine ehemalige US-amerikanische Fußballschiedsrichterassistentin.
Perez war Mitglied der California North Referee Administration. Sie stand viele Jahre lang auf der Liste der FIFA-Schiedsrichter und leitete internationale Fußballpartien.
Perez war als Schiedsrichterassistentin (gemeinsam mit Marlene Duffy) unter anderem bei der Weltmeisterschaft 2011 in Deutschland (drei Einsätze als Assistentin von Kari Seitz), beim olympischen Fußballturnier 2008 in China und beim olympischen Fußballturnier 2012 im Vereinigten Königreich, beim Women’s Gold Cup 2010 in Mexiko, bei der U-20-Weltmeisterschaft 2010 in Deutschland, beim Algarve-Cup 2011, bei der U-20-Weltmeisterschaft 2014 in Kanada sowie bei diversen weiteren Qualifikations- und Freundschaftsspielen im Einsatz.
Im Januar 2016 gab Perez nach 19 Jahren als Schiedsrichterin ihr Karriereende bekannt.